# مقاطعة كيارني (نبراسكا)
مقاطعة كيارني (بالإنجليزية: Kearney County)‏ هي إحدى مقاطعات ولاية نبراسكا في الولايات المتحدة الأمريكية.